# Jason Abalos
Jason Abalos (Nueva Ecija, 14 de janeiro de 1985) é um ator filipino.

## Filmografia

### Televisão
| Ano       | Título                                                         | Papel                        | Emissora |
| --------- | -------------------------------------------------------------- | ---------------------------- | -------- |
| 2014      | Two Wives                                                      | Victor Guevarra              | ABS-CBN  |
| 2013      | Maria Mercedes                                                 | Clavio                       | ABS-CBN  |
| 2013      | Juan dela Cruz                                                 | Omar                         | ABS-CBN  |
| 2013      | Precious Hearts Romances Presents: Paraiso                     | Daniel                       | ABS-CBN  |
| 2013      | Wansapanataym: Gigie In A Bottle                               | Alvin Cortez                 | ABS-CBN  |
| 2013      | Maalaala Mo Kaya: Letter                                       | Neil                         | ABS-CBN  |
| 2012      | Maalaala Mo Kaya: Gong                                         | Ariel                        | ABS-CBN  |
| 2012      | Precious Hearts Romances Presents: Lumayo Ka Man Sa Akin       | Jake Falcon                  | ABS-CBN  |
| 2011–2012 | Reputasyon                                                     | Boyet Mangubat               | ABS-CBN  |
| 2011      | 100 Days To Heaven                                             | Brando Rivera                | ABS-CBN  |
| 2011      | Mara Clara                                                     | Cameo Appearance             | ABS-CBN  |
| 2011      | Maalaala Mo Kaya: Tsinelas                                     | Joe                          | ABS-CBN  |
| 2011      | Showtime                                                       | Ele mesmo                    | ABS-CBN  |
| 2010      | Agimat: Ang Mga Alamat ni Ramon Revilla: Bianong Bulag         | Biano Salvador/Bianong Bulag | ABS-CBN  |
| 2010      | Precious Hearts Romances Presents: Alyna                       | Dominic Del Carmen           | ABS-CBN  |
| 2010      | Your Song: Love Me, Love You                                   | Javier                       | ABS-CBN  |
| 2010      | Agua Bendita                                                   | Paculdo "Paco" Barrameda     | ABS-CBN  |
| 2009–2010 | Nagsimula sa Puso                                              | Jim Ortega                   | ABS-CBN  |
| 2009      | Maalaala Mo Kaya: Storybook                                    | TeeJay                       | ABS-CBN  |
| 2009      | Agimat: Ang Mga Alamat ni Ramon Revilla presents Tiagong Akyat | Vincent Fajardo              | ABS-CBN  |
| 2009      | May Bukas Pa                                                   | Andrew Mercado               | ABS-CBN  |
| 2009      | Jim Fernandez's Kambal Sa Uma                                  | Dino San Jose                | ABS-CBN  |
| 2009      | Maalaala Mo Kaya: Pendant                                      | Alex                         | ABS-CBN  |
| 2009      | The Singing Bee                                                | Celebrity Contestant         | ABS-CBN  |
| 2008–2009 | Eva Fonda                                                      | Joel Dakila                  | ABS-CBN  |
| 2008–2009 | Carlo J. Caparas' Pieta                                        | Efren Vargas                 | ABS-CBN  |
| 2008      | Maalaala Mo Kaya:Journal                                       | Jonathan                     | ABS-CBN  |
| 2008      | Maalaala Mo Kaya:Dollhouse                                     | Marco                        | ABS-CBN  |
| 2008      | Love Spell: Double                                             |                              | ABS-CBN  |
| 2008–2011 | ASAP                                                           | Ele mesmo                    | ABS-CBN  |
| 2008      | Your Song: Muntik Na Kitang Mahal                              | Eric                         | ABS-CBN  |
| 2008      | Your Song: 241                                                 | Glenn                        | ABS-CBN  |
| 2007–2008 | Ysabella                                                       | Reno                         | ABS-CBN  |
| 2006      | Star Magic Presents: Sabihin Mo Lang                           | Simon                        | ABS-CBN  |
| 2006      | Love Spell: Home Switch Home                                   | Sylvester                    | ABS-CBN  |
| 2006      | Komiks Presents: Da Adventures of Pedro Penduko                | Duende                       | ABS-CBN  |
| 2006      | Pilipinas, Game KNB?                                           | Ele mesmo                    | ABS-CBN  |
| 2006      | Maalaala Mo Kaya: Cap                                          | Chako                        | ABS-CBN  |
| 2006      | Maalaala Mo Kaya: Swing                                        | Benji                        | ABS-CBN  |
| 2005–2006 | Vietnam Rose                                                   | JR Hernandez                 | ABS-CBN  |
| 2005–2006 | ASAP Fanatic                                                   | Ele mesmo                    | ABS-CBN  |

## Cinema
| Ano  | Título            | Papel                       |
| 2013 | Death March       | Carlito                     |
| 2011 | Thelma            | Sammy                       |
| 2008 | Motorcycle        |                             |
| 2008 | Adela             |                             |
| 2007 | My Kuya's Wedding | Aristotle                   |
| 2007 | Endo              | Leo                         |
| 2006 | First Day High    | Nathan "Nat-Nat" Matriponio |
| 2006 | White Lady        | Joshua                      |
| 2006 | I Wanna Be Happy  | Javy the gravy              |
| 2006 | All About Love    | Kiko Matsing                |